# Microdon varicornis
Microdon varicornis är en tvåvingeart som beskrevs av Sack 1926. Microdon varicornis ingår i släktet myrblomflugor, och familjen blomflugor.
Artens utbredningsområde är Filippinerna. Inga underarter finns listade i Catalogue of Life.